# Fred Zinnemann
Fred Zinnemann (Rzeszów, 29 de abril de 1907 - Londres, 14 de marzo de 1997) fue un célebre director de cine polaco ganador de cuatro premios Óscar.

## Biografía
Nació en el seno de una familia judía en Rzeszów, en la parte de Polonia que pertenecía al Imperio austrohúngaro hasta 1918. Durante su infancia en Polonia quería convertirse en músico, aunque luego estudió derecho en Viena. Mientras estudiaba en la Universidad de Viena trabajó como operador de cámara. Trabajó después en Alemania junto con Billy Wilder y Robert Siodmak, también principiantes; los tres intervinieron en Los hombres del domingo (1929). Posteriormente emigró a los Estados Unidos para estudiar cine.

### Inicios de la etapa estadounidense
Uno de sus primeros trabajos en Hollywood sería como extra en Sin novedad en el frente (1930), aunque sería despedido de la producción por criticar al director del filme, Lewis Milestone. Zinnemann se basó en el realismo para realizar su primer corto de ficción Redes (1935), rodado en México e interpretado por actores no profesionales. Este sería uno de los primeros ejemplos del realismo que triunfaría en Italia después de la guerra. 
Después de un cierto éxito con diferentes cortometrajes, se graduó en 1942, dirigiendo dos thrillers de serie B, Eyes in the Night y Kid Glove Killer antes de darse a conocer con su primer éxito La séptima cruz (1944), protagonizado por Spencer Tracy. La película mostraba un mensaje antinazi, desarrollando la historia de siete hombres intentado escapar de un campo de concentración alemán y siendo acosados por la Gestapo.
Tras ser despedido del rodaje de El reloj (1945) por diferencias con la actriz Judy Garland —la película la terminaría Vincente Minnelli—, realizó el melodrama Little Mister Jim (1946) y la comedia My brother talk to horses (1947), que fueron el preludio del título que lo convirtió en director de primera fila, Los ángeles perdidos (1948), drama bélico con tono casi de documental que sirvió para descubrir a Montgomery Clift. El director volvió a escoger auténticas localizaciones y extras del Berlín de la inmediata posguerra, en lugar de decorados de Hollywood.
En Hombres (1950), el director coincidió por primera vez con el guionista Carl Foreman y el productor Stanley Kramer, siempre interesados en conceder a sus trabajos una perspectiva y reflexión social. La película dio a conocer a uno de los mejores actores de su generación, Marlon Brando, quien encarnaba a un héroe parapléjico de la Segunda Guerra Mundial. Con este título, por el cual Foreman fue nominado al Óscar, Zinnemann exhibía su excelente tacto para definir sentimientos y psicologías. Fiel a su costumbre, filmaría muchas escenas en un hospital de California, junto a pacientes reales como extras. 
En 1951, rodó Teresa (1951), un drama con Pier Angeli y John Ericson, el director ganaría su primer Óscar con el documental Benjy (1951), un corto narrado por Henry Fonda sobre un niño con graves problemas físicos desde su nacimiento.

### La época dorada
En 1952 realizó quizás su trabajo más conocido por Solo ante el peligro (1952). Con un examen psicológico y moral de un hombre de la ley, protagonizado por Gary Cooper, la alegoría política recuerda a la caza de brujas del macartismo. También destaca su innovadora cronología en la que el filme dura 80 minutos, exactamente lo que dura la cuenta hacia atrás antes del duelo final. 
Al año siguiente, Zinnemann volvió a estar en boca de todos con De aquí a la eternidad (1953), situada en los días anteriores al ataque de la aviación japonesa a Pearl Harbor. Sería uno de los primeros papeles principales del, hasta entonces, crooner Frank Sinatra, además de contar con un excelente reparto con Montgomery Clift, Burt Lancaster, Ernest Borgnine y Deborah Kerr. De aquí a la eternidad sería un éxito de taquilla, de crítica y también en la ceremonia de los Óscar, siendo la película la gran triunfadora de la noche, logrando Fred Zinnemann su primera estatuilla como mejor director. 
Después de este, llegarían otros éxitos como el musical Oklahoma (1955), con Gloria Grahame, Gordon MacRae y Shirley Jones en su debut en el cine, Un sombrero lleno de lluvia (1957), estupendo drama sobre un adicto a las drogas encarnado por Don Murray, e Historia de una monja (1959), adaptación de la novela de Kathryn C. Hulme protagonizada por Audrey Hepburn.
En 1966, tuvo un resonante éxito con A Man for All Seasons, película histórica escrita por Robert Bolt y protagonizada por Paul Scofield en el papel de Tomás Moro. La película consiguió alzarse con el Óscar a la mejor película del año y Zinnemann alcanzó su segundo Óscar al mejor director.

### Zinnemann se pasa a la producción
En la década de 1960, se incorporó a la producción cinematográfica. Su primer largometraje como productor fue Tres vidas errantes un drama ambientado en Australia protagonizado por Deborah Kerr, Robert Mitchum y Peter Ustinov y, posteriormente, 
Y llegó el día de la venganza (1964), con Gregory Peck y Anthony Quinn, donde se narra la vida de los maquis exiliados en Francia tras la guerra civil española.

### Últimos trabajos
En la década de 1970 estrenaría el thriller político Chacal (1973), basado en una novela de Frederick Forsyth y protagonizado por Edward Fox, que centraba su trama en un complot para acabar con la vida de Charles de Gaulle; y Julia (1977), en el contexto de la Segunda Guerra Mundial, narraba las vivencias de la escritora Lillian Hellman con su amiga Julia, excelentemente interpretadas por Jane Fonda y Vanessa Redgrave, quien lograría el Óscar como mejor actriz secundaria, al igual que Jason Robards en la categoría masculina. El director estadounidense sería nominado en la categoría de mejor director, aunque el galardón se lo llevaría Woody Allen por Annie Hall. 
El director se despediría del cine con Cinco días un verano (1982), una de sus películas menos destacadas, aposentada en un triángulo amoroso ambientado en los Alpes en la década de 1930. El filme estaba interpretado por Sean Connery, Betsy Brantley y Lambert Wilson. Alejado de la pantalla grande, fallecería a la edad de 89 años el 14 de marzo de 1997 de un ataque al corazón en Londres, Gran Bretaña. Fue incinerado y las cenizas entregadas a su familia.

## Filmografía
Como director
- Eyes in the Night (1942)
- Kid Glove Killer (1942)
- La séptima cruz (1944)
- Little Mister Jim (1946)
- My brother talk to horses (1947)
- Acto de violencia (1948)
- Los ángeles perdidos (1948)
- Hombres (1950)
- Teresa (1951)
- The Member of the Wedding (1952)
- High Noon (1952)
- De aquí a la eternidad (1953)
- Oklahoma! (1955)
- A Hatful of Rain (1957)
- Historia de una monja (1959)
- Tres vidas errantes (1960)
- Y llegó el día de la venganza (1964)
- A Man for All Seasons (1966)
- The Day of the Jackal (1973)
- Julia (1977)
- Cinco días un verano (1982)

## Premios y distinciones
Premios Óscar
| Año  | Categoría                          | Película                    | Resultado |
| ---- | ---------------------------------- | --------------------------- | --------- |
| 1938 | Mejor cortometraje (de un carrete) | That Mothers Might Live     | Ganador   |
| 1949 | Mejor director                     | Los ángeles perdidos        | Nominado  |
| 1952 | Mejor cortometraje documental      | Benjy                       | Ganador   |
| 1953 | Mejor director                     | Solo ante el peligro        | Nominado  |
| 1954 | Mejor director                     | De aquí a la eternidad      | Ganador   |
| 1960 | Mejor director                     | Historia de una monja       | Nominado  |
| 1961 | Mejor película                     | Tres vidas errantes         | Nominado  |
| 1961 | Mejor director                     | Tres vidas errantes         | Nominado  |
| 1967 | Mejor película                     | Un hombre para la eternidad | Ganador   |
| 1967 | Mejor director                     | Un hombre para la eternidad | Ganador   |
| 1978 | Mejor película                     | Julia                       | Nominado  |
| 1978 | Mejor director                     | Julia                       | Nominado  |

Festival Internacional de Cine de Cannes
| Año  | Categoría       | Película               | Resultado |
| ---- | --------------- | ---------------------- | --------- |
| 1954 | Premio especial | De aquí a la eternidad | Ganador   |

Festival Internacional de Cine de Venecia
| Año  | Categoría        | Película                    | Resultado |
| ---- | ---------------- | --------------------------- | --------- |
| 1957 | Premio Pasinetti | Un sombrero lleno de lluvia | Ganador   |

Festival Internacional de Cine de San Sebastián
| Año  | Categoría                         | Película               | Resultado |
| ---- | --------------------------------- | ---------------------- | --------- |
| 1959 | Concha de Oro a la mejor película | 'Historia de una monja | Ganador   |